# نیاگارا (شهرک)، ویسکانسین
نیاگارا (به انگلیسی: Niagara) یک منطقهٔ مسکونی در ایالات متحده آمریکا است که در شهرستان مرینت، ویسکانسین واقع شده‌است. نیاگارا ۱۷۷٫۰ کیلومتر مربع مساحت و ۹۲۴ نفر جمعیت دارد و ۳۱۲ متر بالاتر از سطح دریا واقع شده‌است.